# Vasto
Vasto (nápolyiul: Uašte) község (comune) Olaszország Abruzzo régiójában, Chieti megyében.

## Fekvése
A megye északkeleti részén fekszik. Határai: Casalbordino, Cupello, Monteodorisio, Pollutri és San Salvo.

## Története
A legendák szerint a görög hős, Diomédesz alapította. Az első régészeti leletek i. e. 13 századból származnak. Histonium a frentanusok legjelentősebb települése volt az Adriai-tenger partján. Julius Caesar uralkodása idején liber colonirarum lett, de tulajdonképpeni coloniává nem vált, megmaradt municipiumnak. A Nyugatrómai Birodalom bukása után a gótok, majd longobárdok és frankok ellenőrzése alá került. 1037-ben Guastaymonis néven említik, amelynek jelentése Aimónosz szemete (olaszul Vasto d’Ammone). A középkor során a Nápolyi Királysághoz tartozott, nemesi családok birtokolták. 1799-ben támogatta a tiszavirág-életű Parthenopéi Köztársaságot. Önállóságát a 19. század elején nyerte el, amikor a Nápolyi Királyságban felszámolták a feudalizmust.

## Népessége
A népesség számának alakulása:

## Főbb látnivalói
- Castello Caldoresco (középkori vár)
- Santa Maria Incoronata-templom
- Sant’Antonio-templom
- Santa Maria Maggiore-templom
- Santa Maria del Carmine-templom
- San Giuseppe-székesegyház